# 梶本聖一郎
梶本 聖一郎（かじもと せいいちろう、1999年9月29日 - ）は、ジャパンラグビーリーグワン宗像サニックスブルースに所属するラグビー選手。

## プロフィール
- 福岡県出身[1]。
- ポジションはスタンドオフ(SO)、センター(CTB)。
- 身長 171 cm、体重 84 kg
- 愛称はカジ。
- 決め台詞「だぜー」。
- 好きな食べ物はつけ麺
- 声がとても低い

## 略歴
小学1年生からラグビーを始めた。
2018年、福岡西陵高校卒業後、福岡大学に入学。
2021年、福岡大学ラグビー部の主将に就任。
2022年、福岡大学卒業後、宗像サニックスブルースに加入。